# Malabrigo
Malabrigo is een plaats in het Argentijnse bestuurlijke gebied General Obligado in de provincie Santa Fe. De plaats telt 7.035 inwoners.